# Лафаж, Адриен де
Адрие́н де Лафа́ж, Ла Фаж (Adrien de La Fage; 28 марта 1801, Париж – 8 марта 1862, Сен-Морис) — французский музыковед, источниковед.

## Очерк биографии и творчества
Начальное музыкальное образование получил в школе при парижской церкви Saint-Philippe du Roule (Сан-Филипп-дю-Руль), где также пел в хоре. Семья Адриена планировала для него карьеру католического священника, по этой причине юноша был отправлен для обучения в семинарию при церкви Сен-Никола-дю-Шардонне, где выучил классические языки. Отказавшись от церковной карьеры, поступил в Парижскую консерваторию, где учился до 1828 года в классах Александра Шорона и Франсуа Перне. В 1828 был удостоен королевского гранта и стажировался как композитор в Италии (у Джузеппе Баини). В 1829 вернулся в Париж, где до 1833 служил руководителем хора (maître de chapelle) в церкви Сент-Этьен-дю-Мон.
В 1833 уехал с семьёй в Италию, где его жена и сын скончались в результате скоротечной болезни. В 1836 вернулся во Францию, занимался, главным образом, историей музыки и музыкальной науки Средних веков. В 1859 основал и возглавил периодическое издание «Le plainchant» — в нём публиковались статьи (в том числе, самого Лафажа) о церковной музыке. Чрезмерное переутомление, вызванное научной и административной работой, послужило причиной нервной болезни Лафажа, вследствие которой в конечном итоге его пришлось поместить в психиатрическую клинику Charenton (неподалёку от Парижа; современное название — Hôpital Esquirol).
В обширном научном наследии Лафажа выделяется книга «Essais de diphtérographie musicale» (опубликована посмертно в 1864), представляющая собой пёстрый сборник кодикологических описаний нотных и музыкально-теоретических рукописей, с публикаций фрагментов неизвестных ранее текстов о музыке разных эпох и стилей. На протяжении всего XX века книга сохраняла актуальность, отчасти остаётся востребованной и в XXI веке, поскольку во многих случаях Лафаж опирался на рукописи, ныне утраченные. Некоторые старинные тексты, изданные в антологии Лафажа, критически не переизданы до сих пор.
Среди других работ Лафажа научная монография «Музыкальная семиология» (1837), «Всеобщая история музыки и танца», оба тома которой (1841, 1844) посвящены древней музыке (китайской, индийской, египетской и еврейской). Автор обишрного (872 с.) трактата по григорианике (1855), в приложении к которому (1856) опубликовал несколько собственных многоголосных обработок хоралов. Завершил и опубликовал начатую Шороном музыкальную энциклопедию «Manuel complet de musique vocale et instrumentale» (11 томов, 1836-38).

## Труды (выборка)
- Séméiologie musical. Paris, 1837
- Histoire générale de la musique et de la danse.  Paris, 1841 (vol.1), 1844 (vol.2).
- Nicolai Capuani presbyteri compendium musicale. Paris, 1853
- Cours complet de plain-chant. Nouveau traité méthodique et raisonné du chant liturgique de l'église latine, a l'usage de tous les diocèses. Paris, 1855 (основной текст, p. 1-524), 1856 (приложение, p. 525-872).
- Extraits du catalogue critique et raisonné d’une petite bibliothèque musicale. Rennes, 1857
- De l’unité tonique et de la fixation d’un diapason universel. Paris, 1859
- Essais de diphtérographie musicale, ou Notices, descriptions, analyses, extraits et reproduction de manuscrits relatifs a la pratique, a la théorie et l'histoire de la musique. Paris, 1864. 568 p.